# Гентское умиротворение
«Ге́нтское умиротворе́ние» (пацификация) (нидерл. Pacificatie van Gent) — соглашение, заключенное 8 ноября 1576 года в Генте между северными и южными провинциями Нидерландов в ходе Нидерландской революции XVI века.
Восстание против испанского владычества, вспыхнув в 1572 году на севере Нидерландов, в сентябре 1576 года распространилось на южные провинции страны в результате мятежа испанских наёмников, приведшего к разграблению Антверпена 4 ноября того же года.
«Гентское умиротворение» предусматривало:
- совместную борьбу северных и южных провинций против испанской наемнической армии в Нидерландах;
- всеобщую амнистию участникам движения;
- сохранение католицизма на Юге и кальвинизма на Севере страны;
- отмену распоряжений и конфискаций, проведенных герцогом Альбой, а также законов против еретиков.

Владения католической церкви и верховная власть короля Филиппа II признавались неприкосновенными. «Гентское умиротворение» представляло собой попытку компромисса революционной буржуазии и кальвинистского дворянства северных провинций с католическим дворянством и консервативным бюргерством южных провинций, пошедшими на это под давлением революционного патриотического движения народных масс. Целью компромисса было сохранить единство Нидерландов на основе сохранения испанской королевской власти, но при некоторых уступках с её стороны. Он не разрешал коренных социально-политических противоречий, возникших в ходе революции. С созданием контрреволюционной Аррасской унии в валлонских провинциях и революционной Утрехтской унии в 1579 году соглашение фактически утратило силу.